# Asterix och spåmannen
Asterix och spåmannen (fr. Le Devin) är det nittonde i en serie av klassiska seriealbum, skrivna av René Goscinny och illustrerade av Albert Uderzo, båda fransmän, vars huvudperson är den modige gallern Asterix. Serierna publicerades ursprungligen 4 maj–28 november 1972. Albumet publicerades på franska 1972 och gavs ut på svenska 1976.

## Handling
Det hela börjar med en stor storm över byn. Hela byn är samlad i Majestix hus, eftersom alla är rädda att himlen ska falla ner över deras huvuden. Man börjar gräla om vilken av de 400 gudarna som har orsakat stormen men innan man hinner börja slåss så kommer en främling dit och söker skydd undan stormen. Främlingen säger sig vara en spåman och förutsäger att regnet kommer att sluta och att byborna kommer att börja slåss. Han vill också skära upp Idefix för att läsa hans inälvor men Obelix blir mycket upprörd över idén att skära upp hans älskade hund och säger ilsket "den som ens rör Idefix kommer få sig en rejäl omgång", varpå Asterix varnar Spåmannen att Obelix förutsägelser oftast infrias. Spåmannen ger sig sen av, byborna börjar bråka och regnet slutar.
Men det hela är inte över. Majestix fru springer efter spåmannen och ber honom att spå hennes framtid. Han säger att han gör det om han får lite mat, kuddar, etc. Fru Majestix ger honom detta, och får sin framtid spådd. Ryktet sprider sig snabbt genom byn och snart går alla ut i skogen för att få sin framtid spådd, även Obelix. Men spåmannen blir tillfångatagen av en romersk patrull och Asterix blir anklagad att ha skrämt iväg honom.
I det romerska lägret så har centurion Caius Credulis bestämt sig för att använda spåmannen till att jaga bort den envisa befolkningen ur byn. Spåmannen går tillbaka till byn och säger att gudarna kommer att utgjuta sin vrede över byn. Alla, förutom Asterix, Obelix och Idefix, seglar ut till en ö utanför kusten. Asterix och Obelix gömmer sig och ser hur romarna intar byn. I detta ögonblick kommer Miraculix tillbaka från ett årsmöte för druider och Asterix berättar vad som har hänt.
Miraculix kokar ihop en trolldryck som gör att hela byn luktar outhärdligt dåligt och romarna utrymmer den. Byns bard, Troubadix, återvänder till byn för att hämta sin lyra och förstår att stanken i byn är ett tecken på gudarnas vrede. Han återvänder till ön för att berätta. När Asterix, Obelix och Miraculix kommer ut till ön kan dock Miraculix visa att stanken kommer från en soppa han kokat ihop. Kvinnorna är dock inte helt övertygade. Asterix kommer då med en idé: attackera den romerska garnisonen. Om det skulle vara en äkta spåman så skulle han varna romarna, som skulle utrymma lägret. När man kommer till lägret visar det sig att alla soldater är kvar, vilket bevisar att spåmannen inte är någon spåman.
Historien avslutas som vanligt med att hela byn firar med en stor fest.